# میشتلگاو
میشتلگاو (به آلمانی: Mistelgau) یک شهر در آلمان است که در بایروث واقع شده‌است.